# Nyaganza (vattendrag)
Nyaganza är ett vattendrag i Burundi.   Det ligger i provinsen Rutana, i den centrala delen av landet, 90 km sydost om huvudstaden Bujumbura.
Omgivningarna runt Nyaganza är huvudsakligen savann. Runt Nyaganza är det ganska tätbefolkat, med 239 invånare per kvadratkilometer.